# إمارة رأس الخيمة
إمارة رأس الخيمة هي إمارة من ضمن الإمارات العربية المتحدة تقع في أقصى جنوب الجزيرة العربية وتطل على الخليج العربي يبلغ طول ساحلها المطل عليه 64 كيلومتراً. حاكمها الشيخ سعود بن صقر القاسمي. عاصمتها مدينة رأس الخيمة. يتجاوز تعداد سكانها عام 2005 مئتي ألف نسمة تعد الإمارة الرابعة من حيث المساحة. انضمت إلى اتحاد الإمارات العربية في 10 فبراير 1972. تتبع رأس الخيمة العديد من الجزر، كجزيرة الحمراء وجزيرتي طنب الكبرى وطنب الصغرى المحتلتان من قبل إيران. اشتهرت قديماً بالحلقات العلمية التي أدارها علماء من نجد تواجدوا في رأس الخيمة أثناء الحملة البريطانية الأخيرة عليها سنة 1819م. اعتمد أهل الساحل على الزراعة وصيد الأسماك والغوص على اللؤلؤ، فقد كان أسطول الغوص يتكون من خمسين سفينة. بينما في الداخل فيعملون في الرعي وزراعة النخيل ومن الصناعات التي اشتهرت بها رأس الخيمة قديماً هي صناعة السفن الخشبية

## التسمية
تعود تسمية رأس الخيمة نسبة إلى الخيمة التي كانت تنصبها الملكة الزباء على قمة جبل. في حين أن البعض ينسبها لرحمة بن مطر القاسمي والذي يُعتقد أنه أول من أسس قوة للقواسم في الخليج.

## تاريخ الإمارة

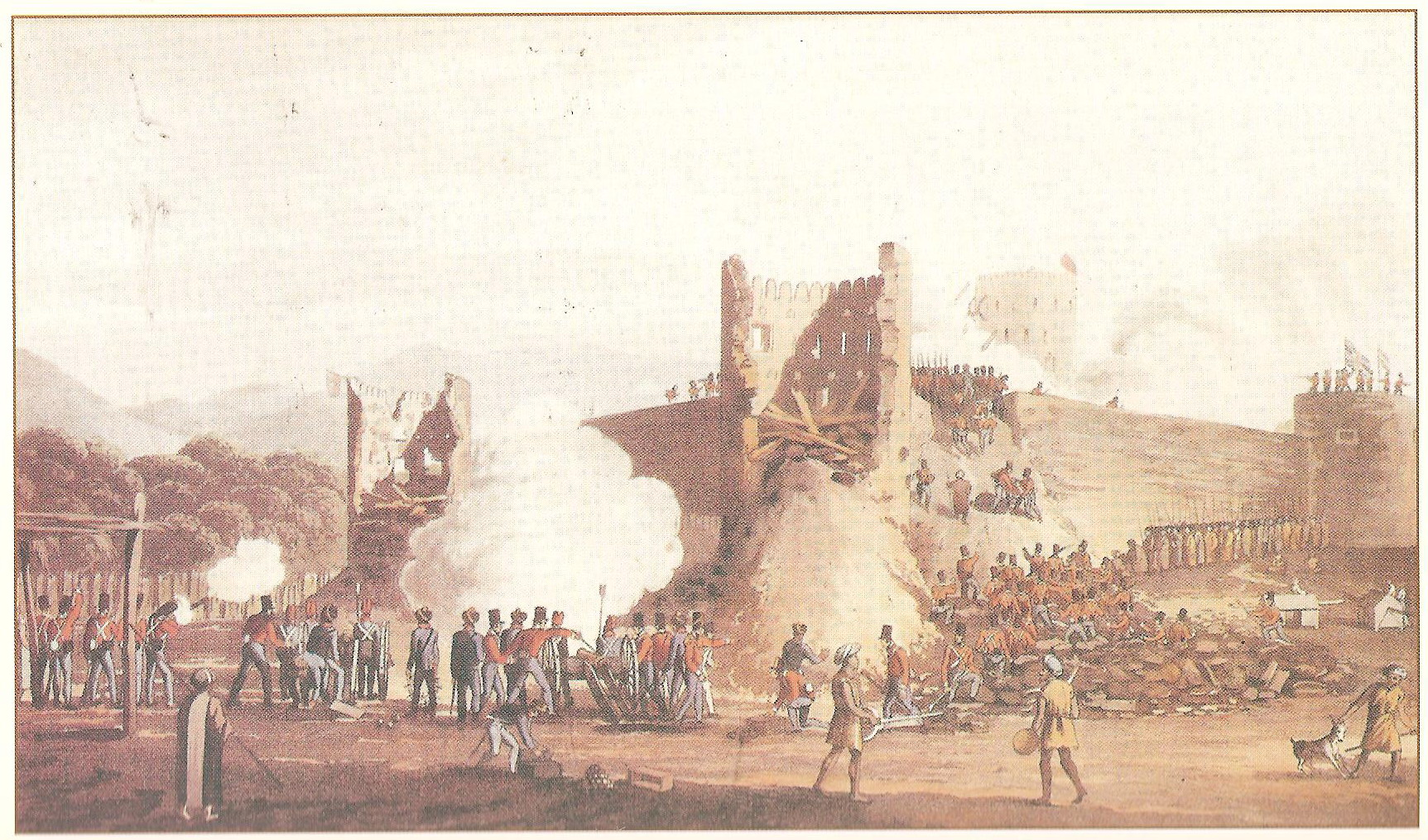
القوات البريطانية تهاجم مدينة رأس الخيمة

استوطنت رأس الخيمة منذ آلاف السنين. كانت قديماً تسمى "جلفار"، وتقع في أقصى حدود المشرق العربي، وتجاورها إمارات أم القيوين والشارقة والفجيرة، كما أن لها حدود مشتركة مع سلطنة عمان بولاية خصب. احتلها البرتغاليون سنة 1518 واستعملوها كقاعدة لشنّ هجماتهم على مملكة هرمز. خضعت بعدها للسيطرة الهولندية التي كانت على علاقة مع شاه فارس عباس الأول. حاول شاه فارس نادر شاه بسط سيطرته على الخليج العربي ومنها جلفار. ثم خضعت لحكم القواسم من عام 1722 وشكلت علاقة وثيقة مع الدولة السعودية الأولى في زمن صقر بن راشد القاسمي.
وقعت رأس الخيمة كباقي ولايات الساحل المتصالح تحت السيطرة البريطانية وذلك بعد عدد من الحملات لكسر شوكة القواسم، انتهت بتوقيع معاهدة سلام عامة عام 1820. وفي عام 1971، حصلت الإمارات على استقلالها بعد انتهاء الحماية البريطانية عن الإمارات السبع والتوقيع على معاهدة صداقة بين هذه الإمارات والحكومة البريطانية. أرسلت رأس الخيمة خطاباً للمجلس الأعلى للاتحاد طالبة الالتحاق بالدولة في 23 ديسمبر 1971. فانضمت فعلياً إلى الاتحاد في 10 فبراير 1972 وانضم حاكمها إلى المجلس الأعلى للاتحاد.

### الأسرة الحاكمة
1. رحمة بن مطر القاسمي (1751-1760)
2. راشد بن مطر القاسمي (1760-1777)
3. صقر بن راشد القاسمي (1777-1803)
4. سلطان الأول بن صقر القاسمي (1803- 1809)
5. حسن بن رحمة القاسمي (1809-1813)
6. سلطان الأول بن صقر القاسمي (1813- 1866)

1. إبراهيم بن سلطان القاسمي (1867-1868)
2. حميد بن عبد الله القاسمي (1869-1900)
3. صقر بن خالد القاسمي (1900-1910)
4. حمد بن ماجد بن سلطان القاسمي (1900-)
5. خالد بن صقر بن خالد القاسمي (1900-1908-)
6. سالم بن سلطان القاسمي (1908-1917)
7. محمد بن سالم القاسمي (1917-1919)
8. سلطان بن سالم القاسمي (1919- 1948)
9. صقر بن محمد بن سالم القاسمي (1948-2010)
10. سعود بن صقر القاسمي (2010 - اليوم)

## الجغرافيا

خريطة رأس الخيمة

تقع إمارة رأس الخيمة في أقصى الشمال الشرقي من شبه الجزيرة العربية بين خطي عرض 25 ـ 26 شمالاً وخطي طول 55 ـ 60 شرقاً. يحدها من الشرق سلسة جبال عمان. تبلغ مساحة رأس الخيمة 2486 كم2 هذه المساحة تعادل 3% من مجموع مساحة دولة الإمارات. وتعد الإمارة الرابعة من حيث المساحة. هناك لسان مائي يسمى الخور ويقع على شاطئيه الجزئين الرئيسيين لمدينة رأس الخيمة وترسو السفن على جانبي الخور الذي يشكّل ميناء للسفن ومرسى ويرتبط جانبا المدينة بجسر وطريق دائري آخر.
في الجهة الغربية المطلة على ساحل الخليج العربي يمتد سهل رملي منخفض يتصل بمياه الخليج. أما في الجهة الشرقية فتمتد السلسلة الجبلية حتى تصل حافة الخليج العربي. وتشتهر السهول الجبلية بخصوبة أراضيها وانتشار المناطق الزراعية فيها. ومن جهة الشمال تحدها محافظة مسندم العمانية .
| البيانات المناخية لـرأس الخيمة                          | البيانات المناخية لـرأس الخيمة | البيانات المناخية لـرأس الخيمة | البيانات المناخية لـرأس الخيمة | البيانات المناخية لـرأس الخيمة | البيانات المناخية لـرأس الخيمة | البيانات المناخية لـرأس الخيمة | البيانات المناخية لـرأس الخيمة | البيانات المناخية لـرأس الخيمة | البيانات المناخية لـرأس الخيمة | البيانات المناخية لـرأس الخيمة | البيانات المناخية لـرأس الخيمة | البيانات المناخية لـرأس الخيمة | البيانات المناخية لـرأس الخيمة |
| الشهر                                                   | يناير                          | فبراير                         | مارس                           | أبريل                          | مايو                           | يونيو                          | يوليو                          | أغسطس                          | سبتمبر                         | أكتوبر                         | نوفمبر                         | ديسمبر                         | المعدل السنوي                  |
| ------------------------------------------------------- | ------------------------------ | ------------------------------ | ------------------------------ | ------------------------------ | ------------------------------ | ------------------------------ | ------------------------------ | ------------------------------ | ------------------------------ | ------------------------------ | ------------------------------ | ------------------------------ | ------------------------------ |
| متوسط درجة الحرارة الكبرى °م (°ف)                       | 23.8 (74.8)                    | 24.9 (76.8)                    | 28.5 (83.3)                    | 35.2 (95.4)                    | 40.3 (104.5)                   | 43.1 (109.6)                   | 43.7 (110.7)                   | 42.9 (109.2)                   | 36.1 (97.0)                    | 35.7 (96.3)                    | 30.4 (86.7)                    | 25.8 (78.4)                    | 34.2 (93.6)                    |
| متوسط درجة الحرارة الصغرى °م (°ف)                       | 11.8 (53.2)                    | 12.9 (55.2)                    | 15.5 (59.9)                    | 18.9 (66.0)                    | 22.6 (72.7)                    | 25.6 (78.1)                    | 28.5 (83.3)                    | 28.6 (83.5)                    | 24.7 (76.5)                    | 20.7 (69.3)                    | 16.6 (61.9)                    | 13.5 (56.3)                    | 14.9 (58.8)                    |
| معدل هطول الأمطار مم (إنش)                              | 12.8 (0.50)                    | 35.7 (1.41)                    | 35 (1.4)                       | 32.5 (1.28)                    | 2.8 (0.11)                     | 1 (0.0)                        | 0.6 (0.02)                     | 0.3 (0.01)                     | 1.3 (0.05)                     | 6.4 (0.25)                     | 8 (0.3)                        | 17.4 (0.69)                    | 122.8 (4.83)                   |
| متوسط الأيام الممطرة (≥ 0.001 mm)                       | 8                              | 9                              | 8                              | 8                              | 4                              | 0                              | 0                              | 0.5                            | 0                              | 4                              | 6                              | 9                              | 56.5                           |
| متوسط الرطوبة النسبية (%)                               | 69                             | 66                             | 62                             | 53                             | 46                             | 50                             | 50                             | 53                             | 57                             | 59                             | 62                             | 69                             | 58                             |
| ساعات سطوع الشمس الشهرية                                | 238.7                          | 218.4                          | 238.7                          | 285.0                          | 344.1                          | 327.0                          | 303.8                          | 310.0                          | 300.0                          | 303.8                          | 279.0                          | 235.6                          | 3٬384٫1                        |
| المصدر: المنظمة العالمية للأرصاد الجوية (الأمم المتحدة) |                                |                                |                                |                                |                                |                                |                                |                                |                                |                                |                                |                                |                                |

### التضاريس
تتنوع طبيعة تضاريس الإمارة من السهل الرملي المنخفض ليتصل بمياه الخليج العربي في جهة الغرب، وسلسلة جبلية بمحاذاة الخليج في أقصى الجزء الشمالي من الإمارة ممتدة جنوباً حيث يزداد السهل الداخلي توغلاً نحو الشرق. كما تمتاز الإمارة بمناطق الأودية أسفل الجبال بالخضرة والخصوبة والمناطق الزراعية، كما توجد ينابيع مياه كبريتية قرب المناطق الجبلية

### المناخ
يسود المناخ الصحراوي الذي يمتاز بالحرارة والرطوبة خلال فترة الصيف حيث تتأثر منطقة الخليج بصفة عامة والمناطق الساحلية على وجه الخصوص بذلك ويسود الجو المعتدل الممطر في الشتاء ويميل الجو نحو البرودة النسبية في فصل الشتاء وخصوصاً في المساء.

سلسلة جبال الحجر

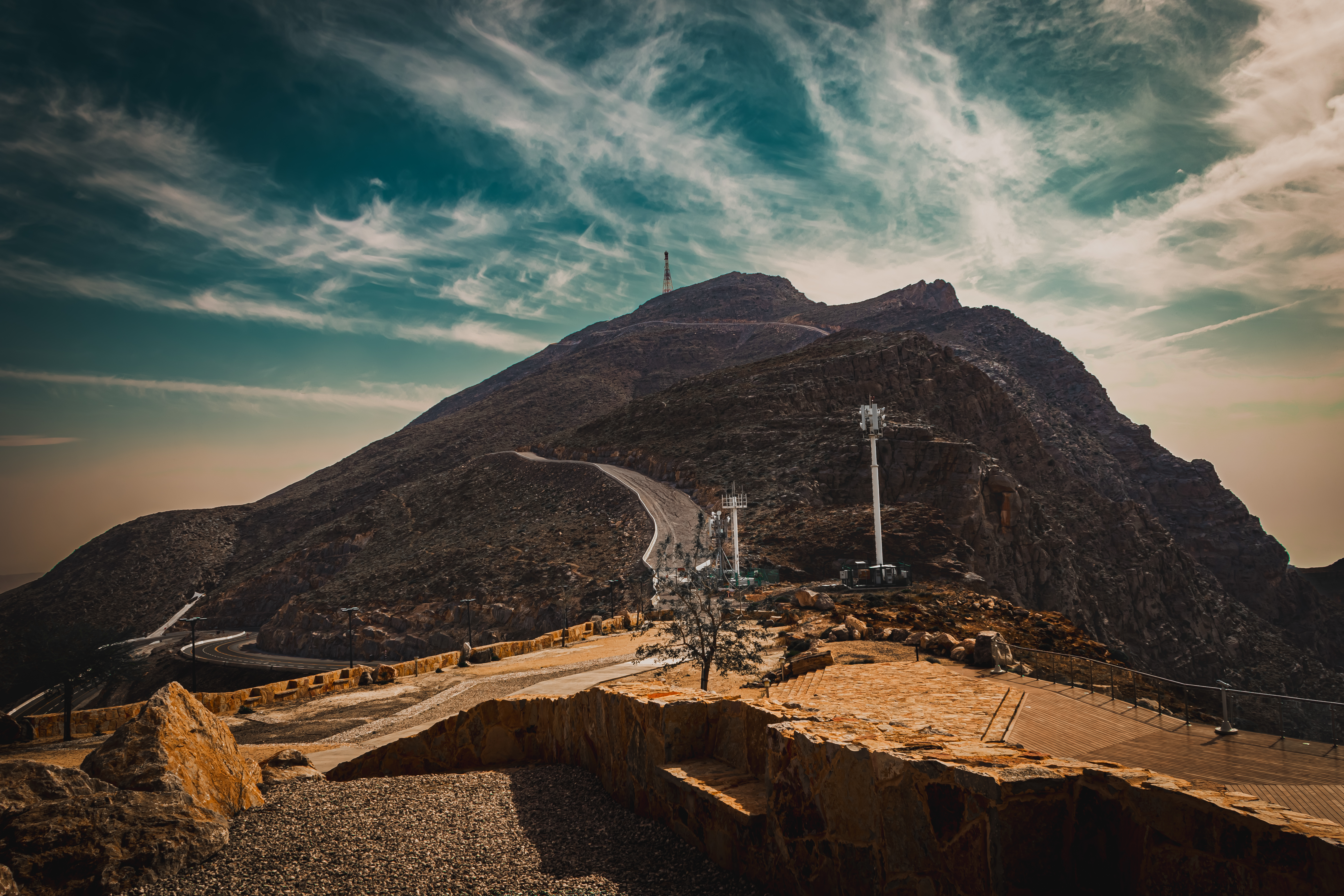
جبل جيس

### الجبال
توجد سلسلة جبلية بمحاذاة الخليج في أقصى الجزء الشمالي من الإمارة ممتدة جنوباً وتعد قمة جبل جيس القمة الأعلى في الإمارات. في سفوح المناطق الشمالية من هذه السلسلة التي تصل أعلى ارتفاعتها إلى نحو 2438 مترا في رأس الخيمة. وتتميز السفوح الغربية للسلسلة بوجود الوديان الكبيرة والأخاديد التي يستغل بعضها للزراعة.

### المحميات
يوجد في رأس الخيمة محميتين بريتين وثلاث محميات بحرية.

## سكان رأس الخيمة
كان أول تعداد سكاني أجري في دولة الإمارات عام 1968 وقد أظهر أن عدد سكان الإمارات السبع بلغ نحو (179) ألف نسمة منهم (24500) يسكنون في رأس الخيمة. بلغ عدد سكان إمارة رأس الخيمة حسب تقديرات عام 2004 ما يقارب 205,000 نسمة وفي عام 2005 بلغ عددهم مئتي ألف نسمة.
 السكان في رأس الخيمة موزعين إلى مواطنين ومقيمين عام 2004
| الجنسية  | الذكور | النسبة | الإناث  | النسبة | الإجمالي | النسبة |
| -------- | ------ | ------ | ------- | ------ | -------- | ------ |
| مواطنين  | 44,708 | 60     | 45,965  | 35     | 90,673   | 44     |
| مقيمين   | 30,484 | 40     | 84,772  | 65     | 115,256  | 56     |
| الإجمالي | 75,192 | 100    | 130,737 | 100    | 205,929  | 100    |

إحصائية عام 2013، ذكرت أن عددهم 422 ألف ويقطنها العديد من الجنسيات الوافدة المختلفة بلغ عددهم 56146
ولكن معظم مواطنيها قبائل متعددة. يمثل سكان الإمارة نسبة (4.80%) من إجمالي سكان دولة الإمارات.

### الدين
اعتنق سكان رأس الخيمة على مر العصور العديد من الديانات منها المجوسية واليهودية والمسيحية حتى اعتنقوا الإسلام على يد عمرو بن العاص الذي عرض الإسلام على ابن الجلندي. يعتنق معظم سكان رأس الخيمة الدين الإسلامي على المذهب الحنبلي.
توجد حوالي ثمانية كنائس مخصصة للعمال الوافدين من البلدان الأخرى من مختلف الطوائف المسيحية في منطقة الجزيرة الحمراء.

## النقل والمواصلات

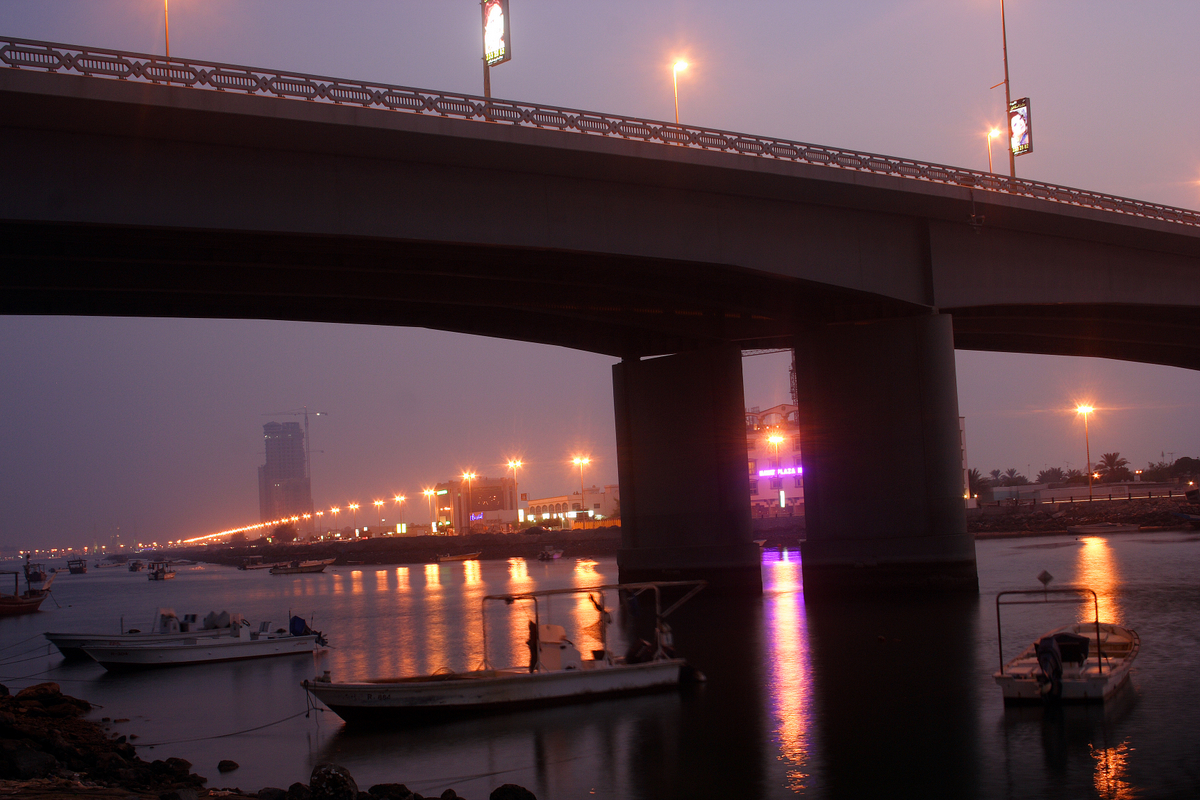
جسر رأس الخيمة

هناك شبكة طرق حديثة تربط رأس الخيمة بالإمارات الأخرى. كما يخدم الإمارة مطار رأس الخيمة الدولي الذي يبعد عن وسط مدينة رأس الخيمة حوالي 18 كم2 والذي افتتح في عام 1976 وبلغ عدد الركاب القادمين عام 2012 من المطار نحو 200 ألف مسافر. يعتبر المطار المركز الرئيس الرابع لشركة طيران العربية. إضافة إلى ذلك، تشرف هيئة رأس الخيمة للمواصلات على سيارات الأجرة من مختلف أحجامها منها:

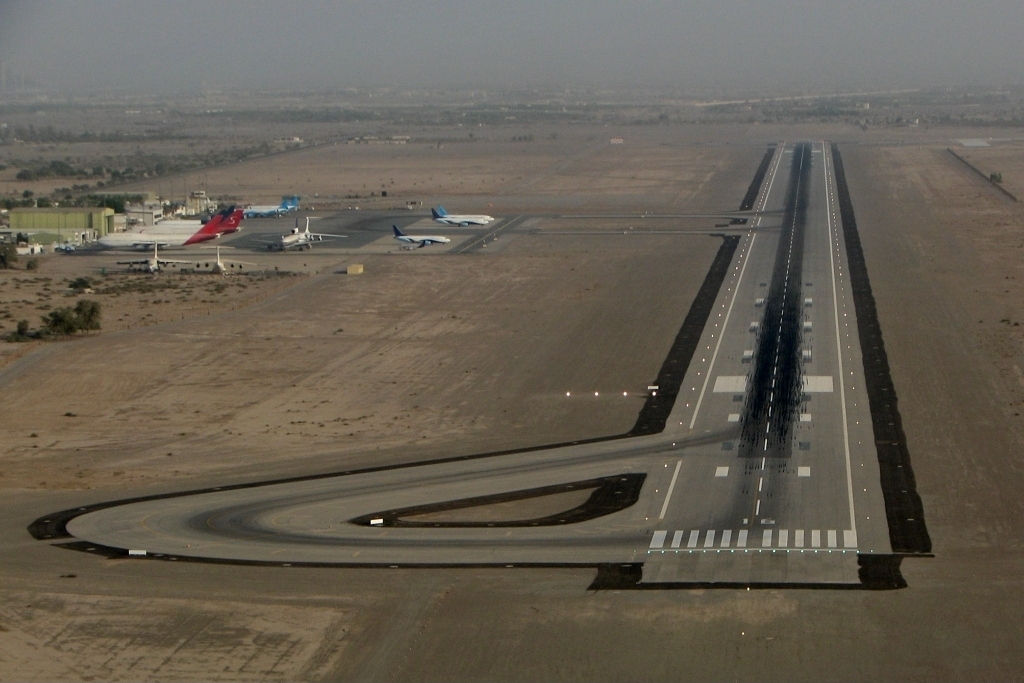
مطار رأس الخيمة الدولي

- تاكسي العربية
- تاكسي الحمراء
- الحمراء ليموزين
- حافلات الحمراء للنقل الجماعي.

### الموانئ
تمتلك إمارة رأس الخيمة ثلاثة موانئ مجهزة بتجهيزات عالية المستوى وتتمتع بمقومات متعددة أولها:
- ميناء صقر الذي يعتبر الميناء الرئيسي للإمارة لموقعه الإستراتيجي على مدخل الخليج العربي، ويستقبل نحو 1400 سفينة سنوياً، ويقدم خدمات وتسهيلات متنوعة في مجالات تموين السفن والتخزين والمناولة والشحن والتفريغ.
- و ميناء الجزيرة الحمراء الذي يتمتع بموقع حيوي على مدخل الخليج العربي، ويوفر خدمات تزويد البواخر بالماء والوقود والصيانة وإصلاح السفن، وخدمات تخزين وتبريد السلع والبضائع.
- و ميناء رأس الخيمة الذي يتوسط الإمارة، ويستقبل السفن المتوسطة والصغيرة[28]

### العمران
تعتبر الحصون من أكثر الأماكن التي يأوي إليها الناس وقت الحرب للأمن من الأعداء ودرء شرهم وصد الخطر عن حياة السكان وحمايتهم، لذا كثرت في الإمارات العربية المتحدة، وتحديداً في رأس الخيمة. ويبنى الحصن عادة من الأحجار المرجانية والجص والخشب، بارتفاع يتراوح بين 10 إلى 15 متراً، ويتألف من باب سفلي داخلي يقود إلى سلم يؤدي إلى طبقات عدة، يتواجد فيها الحرس من أجل المراقبة والدفاع، حيث تحتوي جدرانها على فتحات ضيقة (مزاغل) موزعة على محيط جدرانها من أجل الرمي، وكذلك للقيام بأعمال الاستطلاع والاستكشاف للدفاع عن المنطقة من جميع الجهات

## الثقافة والترفيه
تعتبر ثقافة رأس الخيمة ممزوجة مع غيرها من الثقافات المجاورة، كما يوجد في الإمارة العديد من الفنون الشعبية
تحتوي رأس الخيمة على العديد من المراكز الثقافية مثل:
- مركز الدراسات والوثائق
- مسرح رأس الخيمة الوطني
- اتحاد كتاب وأدباء الإمارات - فرع رأس الخيمة
- المركز الثقافي

كما يوجد في الإمارة العديد من النوادي والجمعيات الثقافية منها:
| - جمعية الإمارات للفنون التشكيلية - جمعية رأس الخيمة للفنون الشعبية - جمعية الرمس للفنون الشعبية والتجديف | - جمعية ابن ماجد للفنون الشعبية - جمعية الجزيرة الحمراء للفنون الشعبية - جمعية النخيل للفن والتراث الشعبي | - جمعية شمل للفنون والتراث الشعبي والمسرح - جمعية الحبوس للفنون والتراث الشعبي - جمعية الشحوح للثقافة والتراث - جمعية المطاف للتراث والفنون البحرية |

### الترفيه والمهرجانات
تنظم رأس الخيمة سنوياً العديد من المهرجانات والفعاليات منها مهرجان رأس الخيمة للفنون البصرية والتشكيلية الذي يضم معرضين للتصوير الفوتوغرافي والفن التشكيلي، بمشاركة العديد من المصورين والفنانين التشكيليين، إضافة إلى أفلام قصيرة وأفلام وثائقية لمخرجين إماراتيين. وتسعى رأس الخيمة للاستفادة من طبيعتها من خلال تنفيذ مهرجان عوافي الذي متنفس ترفيهي للأسر والعوائل من داخل الدولة ودول مجلس التعاون لدول الخليجي العربية. إضافة إلى ذلك، تعقد رأس الخيمة مهرجانها السنوي التراثي الذي يساهم في إحياء التراث والمورث الشعبي للدولة ومهرجان رأس الخيمة الرمضاني. كما يُقام سنوياً مهرجان الهجن الذي يعتني بالخيول العربية الأصيلة

### المتاحف
في عام 1987 م قرر الشيخ صقر بن محمد القاسمي أن يتخذ من حصن الحاكم السابق مقراً لمتحف رأس الخيمة الوطني بعد أن أمر بترميمه وإعادته إلى حالته السابقة وذلك باستخدام المواد المحلية الأصلية وحصن الحاكم وهو بناء قديم يرجع تاريخ بنائه إلى أواسط القرن الثامن عشر الميلادي.
وينقسم المتحف إلى عدة أقسام من أهمها غرفة القواسم وتقع في الطابق العلوي من المبنى وتشتمل على الوثائق والمخطوطات والمعاهدات التي تمت بين الأسرة الحاكمة والحكومة البريطانية وبعض الأسلحة التقليدية الخاصة بالأسرة الحاكمة.
أما القسم الأهم فهو القسم المخصص للآثار القديمة التي عثر عليها في أنحاء مختلفة من الإمارة ويرجع تاريخ بعض هذه الآثار إلى الألفية الخامسة قبل الميلاد كما يوجد بهذا القسم آثار من العصر الإسلامي وجميع هذه المعروضات تقع في الطابق السفلي من المتحف وهي تعرض حسب تسلسلها التاريخي وبشكل جميل، كما توجد في المتحف غرفة خاصة للفضيات تضم مجموعة كبيرة من المجوهرات الفضية التي استخدمتها النساء كحلي للزينة.

### الرياضة
تعد إمارة رأس الخيمة مكاناً مثالياً لمحبي الرياضات بمختلف أنواعها مثل التنس، والسكواش، والسباحة، والغطس، والطيران، والتزلج على الماء، والإبحار، ورحلات السيارات في «البر»، ورحلات استكشاف الجبال.
ويمكن لمحبي الرياضات التراثية ممارسة هواياتهم المفضلة، ومتابعة عروض الصيد بالصقور، وسباقات الهجن والخيول. كما تتوفر في رأس الخيمة العديد من النوادي الرياضية والبحرية، منها ناد للتزلج البحري، وناد للرماية، وثالث لرياضة التنس.
يعد نادي الجزيرة للطيران، أول ناد مرخص لقيادة الطائرات الشراعية الصغيرة من قبل الهيئة العامة للطيران المدني في الإمارات، وبإمكان زوار النادي القيام بتجربة ركوب الطائرة الصغيرة، التي تتيح فرصة رائعة لمشاهدة المدينة على ارتفاع 600 قدم، وتوفر رأس الخيمة مضماري غولف بـ18 حفرة لإجراء البطولات والمنافسات، وهما نادي الحمرا للغولف و نادي تاور لينكس للغولف. ويقدم المضماران كافة التسهيلات المتميزة، بما في ذلك إقامة دروس تدريبية للمبتدئين وإتاحة الفرصة للعب الغولف تحت أضواء النجوم. وقد اشتهر الناديان باستضافتهما للكثير من بطولات ومنافسات الغولف الإقليمية.
كما تستضيف الإمارة سباق نصف ماراثون رأس الخيمة الذي يمتد قرابة 22 كيلومتراً وشارك في نسخة عام 2013، أكثر من 3000 عداء بين دولي محترف وعدد كبير من هواة المشاركة في سباقات الماراثون من مختلف دول العالم. وبلغت مجموع جوائزه أكثر من 250 ألف دولار
هناك عدة ملاعب أساسية لكرة القدم في الإمارة منها:
- نادي الإمارات الذي فاز ببطولة كأس رئيس دولة الإمارات[40] في عام 2010.

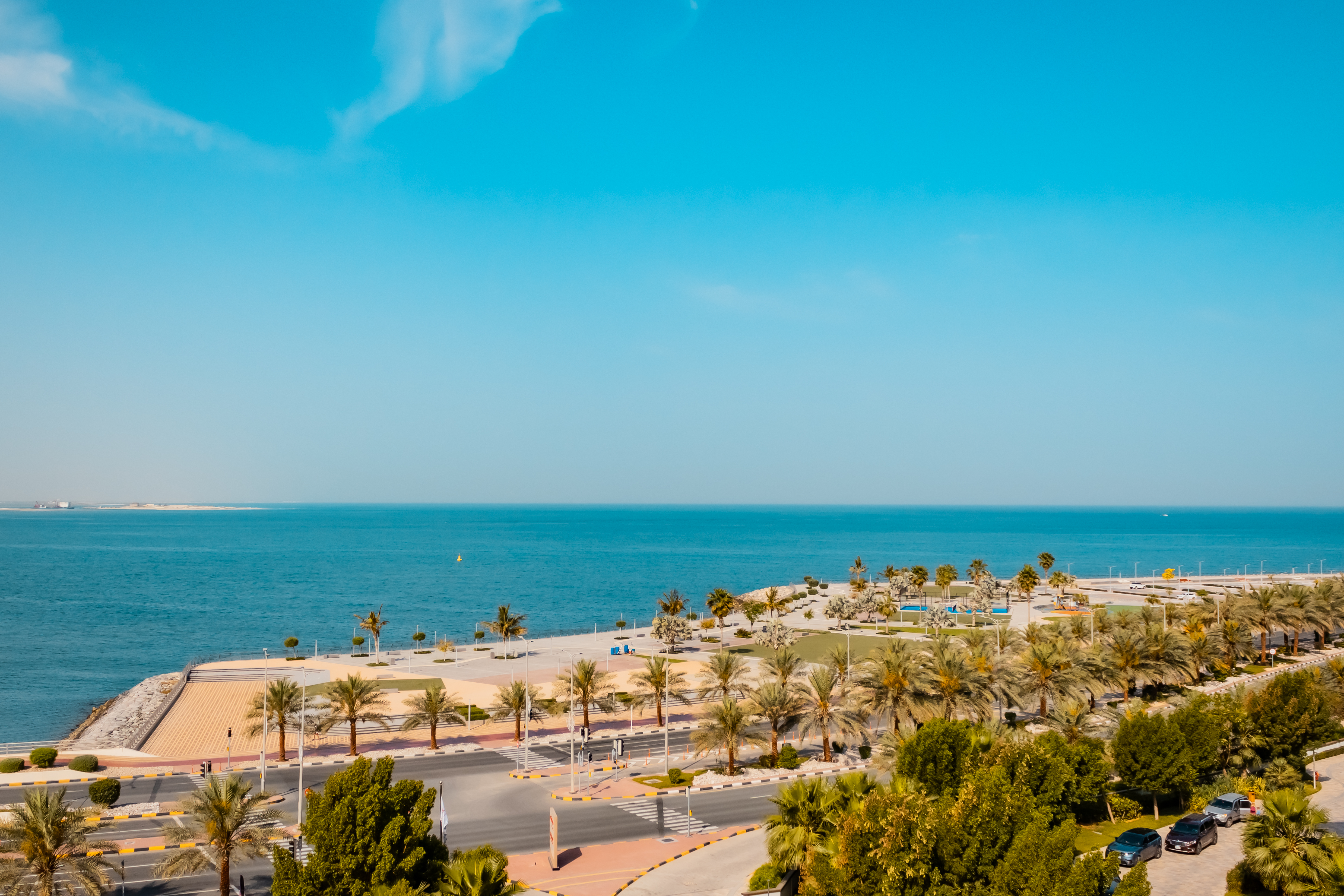
جزيرة المرجان رأس الخيمة

- نادي التعاون
- نادي رأس الخيمة

### السياحة
كورنيش القواسم الذي يمتد على طول 3 كيلومترات يمتاز بوجود المطاعم العالمية، وساحات خضراء تمكن زوار الكورنيش من الجلوس عليها، وممرات على جانبيها كراسي تخول قائدي الدراجات الهوائية، والمتريضين من التمتع بالرياضة على امتداد الكورنيش
كما يجري العمل على تطوير ممشى شاطئ المعيريض وممشى للجمهور على كورنيش الرمس. وقد تجاوزت عائدات السياحة في إمارة رأس الخيمة خلال عام 2014 مليار درهم للمرة الأولى في تاريخها

### مراكز التسوق

حديقة شعم للنساء

المنار مول وهو يعتبر أقدم مركز للتسوق في الإمارة افتتح عام 2000، وأيضا تم افتتاح راك مول بقيمة 400 مليون في أبريل 2012، بالإضافة للنعيم سيتي سنتر افتتح عام 2009 والحمراء مول والنعيم مول الذي افتتح عام 2013.
كما يوجد العديد من مراكز التسوق والهايبر ماركت بجانب الأسواق الشعبية كالسوق القديم المطل على شواطئ رأس الخيمة بطابعه الشعبي التراثي القديم، وشارع الكويتي، وسوق المعيريض ويعد من أقدم الأسواق في رأس الخيمة.

### الحدائق
يأتي الاهتمام بتشغيل الحدائق وسط الأحياء السكنية يأتي ضمن المخطط العام للإمارة، والذي يشمل نشر المساحات الخضراء لتكون متنفساً طبيعياً للسكان، ومن هذه الحدائق:
1. حديقة صقر العامة أكبر وأقدم حديقة عائلية ترفيهية في الإمارة.
2. حديقة آيس لاند أكبر حديقة مائية في الشرق الأوسط.
3. حديقة شارع الكويتي
4. حديقة خزام
5. حديقة شعم للنساء[45]

كما يجري العمل على إنشاء حدائق تقع في مناطق البريرات، الجزيرة الحمراء وشوكة ستكون متنفساً للأحياء السكنية القريبة منها، كما أنها ستتيح للأسر فرصة ممارسة رياضة المشي وركوب الدراجات.

### الفنادق
تضم الإمارة كذلك مجموعة واسعة من فنادق الأربع، والثلاث نجوم. تضم الإمارة في الوقت الحالي 15 فندقاً ومنتجعاَ توفر ما مجموعه 2947 غرفة على امتداد المدينة والمناطق الشاطئية. ومن المتوقع أن يصل عدد الغرف الفندقية إلى عشرة آلاف غرفة فندقيّة بحلول العام 2016. تم افتتاح فندق والدورف أستوريا رأس الخيمة الذي يضم 349 غرفة وجناحا فندقيا خلال 2013 ليسجل دخول شركة هيلتون العالمية بالعلامة التجارية الفخمة «والدورف أستوريا» إلى دولة الإمارات. في 04 مايو 2015، أعلنت هيئة رأس الخيمة لتنمية السياحة انضمام منتجع ماريوت رأس الخيمة إلى قائمتها من العلامات التجارية الرائدة عالميا في قطاع السياحة.

### المنتجعات
تحتوي الإمارة على منتجع ريكسوس باب البحر والذي تم إنشاؤه على مرجان البعيدة عن شاطئ رأس الخيمة وقد حصد المنتجع على جائزة أفضل منتجع لعام 2014. كما يجري حاليا كذلك إنشاء سلسلة من المنتجعات الجبلية في جبل جيس التي ترتفع 900 متر عن سطح البحر، حيث تحافظ درجة الحرارة على معدل 12 درجة أقل مما هي عليه على سطح الأرض.

## حدود الإمارة
تعتبر العاصمة التاريخية لدولة الإمارات[بحاجة لمصدر]، يحدها من الجنوب والشمال الشرقي سلطنة عمان وتشترك إمارة رأس الخيمة في الحدود مع إمارات أم القيوين والفجيرة والشارقة وطول المسافة من الساحل إلى الداخل 128 كيلومترا. وتبلغ مساحة الإمارة 2486 كم2 بالإضافة إلى بعض الجزر التابعة للإمارة قد تصل المساحة إلى ما يقرب ال3000 كيومتر مربع، وهذه المساحة تعادل 2.17% من مجموع مساحة دولة الإمارات. وهي الإمارة الرابعة من حيث المساحة.
من ناحية الغرب يتكون سطح رأس الخيمة من سهل ساحلي، وهذا الجزء هو المطل على ساحل الخليج العربي، أما الجزء الشمالي فصخري حيث إن صخور الجبال تصل حتى مياه الخليج. تمتد السلسلة الجبلية حتى الشرق وتصل الخليج العربي عند بلدة الجير، والذي يلفت النظر هو أن المنطقة الواقعة بين الساحل والجبال هي أرض زراعية خصبة.
وقوعها في أقصى شمال الدولة بالقرب من مضيق هرمز الإستراتيجي يجعلها أولى الإمارات التي تشرف على مدخل الخليج العربي، مما أهّلها لأن تتمتع بموقع جغرافي وطبيعي متميز، وطول ساحلها النسبي جعل منها مركزاً للملاحة البحرية والنشاط التجاري منذ القِدَم.

## العاصمة
عاصمة الإمارة هي مدينة رأس الخيمة التي تقع على ساحل الخليج العربي ويقسمها لسان مائي إلى شطرين، القسم الغربي يعرف برأس الخيمة، أما القسم الشرقي المطل على الجانب الآخر من اللسان المائي فيطلق عليه المعيريض وتحيط به أحياء مثل العريبي والنخيل والحديبة والمعمورة والجولان والرمس.

## الحكومة
تم تشكيل مجلس تنفيذي للإمارة يتولى لمعاونة الحاكم في أداء مهامه وممارسته سلطاته برئاسة ولي عهد رأس الخيمة وعضوية كل من رؤساء الدوائر المحلية أو مديريها العامين

## التعليم في رأس الخيمة
اهتم سكان المنطقة بالتعليم منذ القدم والذي مارسه مجموعة من الكتاتيب والمطاوعة وقد اعتمد بشكل أساسي على حفظ القرآن الكريم والأحاديث النبوية إلى جانب تعليم القراءة والكتابة والخط والحساب، وقد عرفت رأس الخيمة التعليم النظامي الحديث على يد صقر بن محمد القاسمي بعد افتتاح المدرسة القاسمية سنة 1955م وهو أول عام دراسي في سلك التعليم النظامي حيث كان تعليماً منظماً في مدارس، وفصول، ومقررات إلى جانب تقويم الطالب ومنحه شهادة في نهاية العام الدراسي. ومنذ العاشر من فبراير لعام 1972 م شهدت رأس الخيمة انطلاقة التعليم الكبرى بعد انضمامها إلى المسيرة الاتحادية تحت راية مؤسس دولة الإمارات الشيخ زايد بن سلطان آل نهيان.
يبلغ عدد المدارس في رأس الخيمة 122 منها 90 مدرسة حكومية و 32 مدرسة خاصة.

### التعليم العالي
يؤمن التعليم العالي في رأس الخيمة عدد من الجامعات والكليات والمعاهد المهنية. وتعتبر جامعة الاتحاد أول جامعة خاصة في رأس الخيمة، كما يوجد أفرع لبعض الجامعات الدولية مثل معهد بيرلا للتكنولوجيا، وجامعة بولتن. كما تأسست حديثاً الجامعة الأمريكية في رأس الخيمة وجامعة رأس الخيمة للطب والعلوم الصحية.

## الاستثمار
تمثل إمارة رأس الخيمة إحدى أهم مناطق جذب الاستثمار للأموال الوطنية والخليجية والأجنبية، وواجهة سياحية مميزة يتجلى فيها عبق الماضي وإشراقة الحاضر وتنطلق بخطوات واثقة نحو آفاق المستقبل. كما حصلت هيئة رأس الخيمة للاستثمار على جائزة أفضل منطقة حرة في الشرق الأوسط لعام 2014 من مجلة «جلوبال بانكنج آند فينانس»
الشيخ سعود بن صقر القاسمي يتحدث عن الاستثمارات والأعمال والاقتصاد في رأس الخيمة

## الخدمات الصحية

مستشفى الشيخ خليفة التخصصي

مرّ تاريخ القطاع الصحي في رأس الخيمة، عبر مراحله المختلفة التي مر بها، ابتداءً من الطب الشعبي، ثم الخدمات الطبية الأجنبية، والخدمات الطبية المحلية، مرورا بمرحلة مهمة من تاريخ المسيرة الصحية، وهي البعثة الطبية الكويتية. وقد ساهمت دولة الكويت بشكل فعال وكبير لا يمكن إغفاله في تطوير قطاع الصحة والخدمات الطبية في الإمارات، فقد أرسلت بعثة طبية عام 1962، وموّلت مشاريع لتشييد عدة مستشفيات منها المستشفى الكويتي في رأس الخيمة عام 1966.
تشرف منطقة رأس الخيمة الطبية على مجموعة من المستشفيات والمراكز الطبية الحكومية، التي توفر الرعاية الصحية للمواطنين والمقيمين والزوار، وكذلك مجموعة من العيادات التخصصية والصيدليات في مختلف أرجاء الإمارة، ومن أهم المرافق الصحية بالإمارة:
| - مستشفى صقر - مستشفى عبيد الله لعلاج كبار السن - مستشفى إبراهيم بن حمد | - مستشفى شعم - المركز الطبي التخصصي - مستشفى عبد الله بن عمران | - مستشفى رأس الخيمة - المركز الطبي الوقائي - المستشفى الكويتي | - مستشفى الشيخ خليفة التخصصي - مستشفى الزهراوي - مستشفى العريبي |

كما دُشن في عام 2014 مركزاً للعناية بالعيون

## الاقتصاد

شارع بن ظاهر

اعتمدت رأس الخيمة قديماً على عدة صناعات مكنتها من تبوّئ مكانة هامة في الخليج العربي منها صناعة القوارب والغوص على اللؤلؤ. تساهم الصناعات التحويلية والاستخراجية بحوالي 35% من الناتج الإجمالي للإمارة والذي وصل مبلغ 30.9 مليار درهم عام 2013

### الصناعات
تحتوي رأس الخيمة على العديد من الصناعات مثل صناعة الأسمنت والسيراميك. نجاح شركة سيراميك رأس الخيمة جعلها تدخل كتب الإدارة لطلبة الماجستير في جامعة جورجتاون الأمريكية
 القوى العاملة في رأس الخيمة
| قوة العمل                                  | 2003 | 2013 |
| ------------------------------------------ | ---- | ---- |
| مساهمة السكان في قوة العمل (%)             | 44.1 | 68.8 |
| نسبة الإناث من إجمالي قوة العمل (%)        | 19   | 17.5 |
| نسبة المتعطلين إلى جملة قوة العمل (%)      | 3.5  |      |
| نسبة الأمية بين السكان (10 سنوات فأكثر)    | 16   |      |
| نسبة الأمية بين الذكور                     | 16   |      |
| نسبة الأمية بين الإناث                     | 16.1 |      |
| المتوسط السنوي لمعدل نمو القوة العاملة (%) | 4.9  |      |
| المشتغلون في الدوائر الحكومية المحلية      | 742  | 6154 |
| مواطنون                                    | 243  | 3266 |
| عرب                                        | 193  | 2888 |
| آسيويون                                    | 234  | 2888 |

### المصارف
بلغ عدد المصارف العاملة في الإمارة 39 مصرفاً عام 2012.

## أعلام رأس الخيمة
- أحمد بن ماجد
- سيف غباش
- الماجدي ابن ظاهر
- جابر نغموش
- حبيب غلوم
- سعيد بتيجة